# Michel Aflaq

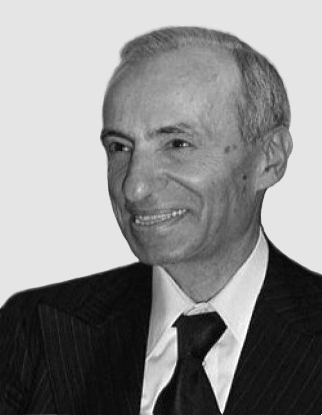
Michel Aflaq (Aufnahme nach 1974)

Michel Aflaq (auch Aflak, arabisch ميشيل عفلق Mischil Aflaq, DMG Mīšīl ʿAflaq; * 1910 in Damaskus; † 23. Juni 1989 in Paris) war ein arabischer Politiker und Mitbegründer der Baath-Partei. Er gilt als einer der Vordenker des arabischen Nationalismus bzw. arabischen Sozialismus sowie der syrischen Baath-Ideologie.

## Leben
Aflaq wurde in eine griechisch-orthodoxe christliche Familie geboren. In den frühen dreißiger Jahren studierte er an der Sorbonne in Paris. 1943 gründete er zusammen mit Salah ad-Din al-Bitar die Baʿth-Partei und verschrieb ihr eine strikt säkulare Ausrichtung. 1949 wurde er für kurze Zeit syrischer Erziehungsminister.

### In Syrien
Aflaq floh 1952 vor dem neuen Regime in Syrien unter dem Machthaber Adib asch-Schischakli in den Libanon, von wo er 1954 wieder zurückkehrte, um das Amt des Erziehungsministers anzutreten. Aus Enttäuschung über die von ihm anfangs unterstützte Vereinigte Arabische Republik floh er 1959 in den Libanon, fortan stellten linke Baathisten und baathistische Militärs Aflaqs Führungsrolle immer wieder in Frage. 1964 verbrachte Aflaq deshalb sechs Monate bei seinem Bruder in Bonn. Nach der Entmachtung der Baath-Gründer durch eine linke Neo-Baath-Partei in Syrien 1966 floh er mit Bitar zunächst erneut in den Libanon, nach der arabischen Niederlage im Sechstagekrieg 1967 emigrierte er nach Brasilien.

### Im Irak
Zwischen 1968 und 1974 ging er mehrmals nach Bagdad. Zwar verließ er bis 1974 den Irak mehrfach wieder, u. a. im Streit um das irakische Nichteingreifen in den jordanischen Bürgerkrieg 1970/71, den irakisch-sowjetischen Freundschaftsvertrag von 1972 und die Koalition der dortigen Baathisten mit den Kommunisten 1973, kehrte aber 1975 wieder in den Irak zurück. Dort war er zwar als Vorsitzender des Baath-Nationalkommandos (Stellvertreter wurde zunächst sein enger Kampfgefährte Shibli al-Aysami) und irakischer Vizepräsident hochgeachtet, blieb jedoch ohne wirklichen Einfluss. Mit fortschreitendem Alter überließ er die ideologische Parteiarbeit zunehmend seinem engen Mitarbeiter Elias Farah. Zum 40. Jahrestag der Gründung der Baath-Partei wurde er im April 1987 in Bagdad offiziell geehrt.

### Religionszugehörigkeit

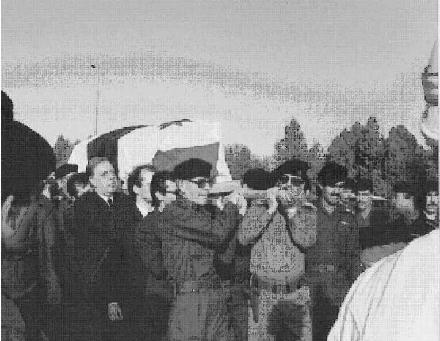
Aflaqs Staatsbegräbnis 1989, den Sarg tragen u. a. Izzat ad-Duri (links) und Saddam Hussein (rechts)

Aflaqs Sohn Iyad zufolge soll sein Vater erstmals 1980 an eine Konversion vom Christentum zum Islam gedacht haben. Kurz vor seinem Tod soll Aflaq dann konvertiert sein – was aber nach Angaben nicht näher genannter westlicher Diplomaten später durch Aflaqs Familie angezweifelt worden sein soll. Grund für Aflaqs Konversion soll den deutschen Orientalisten Martin Robbe und Gerhard Höpp zufolge die panarabische Orientierung des Baath-Gründers gewesen sein, die dem Islam als einem arabischen Nationalerbe huldigt. Unter Berufung auf nicht näher genannte Familienangehörige Aflaqs bezeichnet das Berkley Center der US-amerikanischen Georgetown-Universität die Konversion jedoch als ein Mittel Saddam Husseins, den Baathismus vom Christentum zu trennen. Iraks Präsident Saddam Hussein veranstaltete ein medienwirksames islamisches Staatsbegräbnis, bei dem er selbst den Sarg mittrug und das auch in anderen arabischen Ländern, nicht jedoch in Syrien, von den Medien übertragen wurde.

## Werke
- Ewige Botschaft der arabischen Nation. Rede zum Gedächtnis des arabischen Propheten. In: Andreas Meier (Hrsg.): Der politische Auftrag des Islam. Programme und Kritik zwischen Fundamentalismus und Reformen. Originalstimmen aus der islamischen Welt. Peter Hammer Verlag, Wuppertal 1994 ISBN 3-87294-616-1 S. 122–133 (mit Einl. des Hg. – Original 1943. Neuere Quelle: Fī sabīl al-ba'ṯ. Beirut, 4. Aufl. 1970, S. 127–138).